# Distrito electoral de Union (condado de Douglas, Nebraska)
Union (en inglés: Union Precinct) es un distrito electoral ubicado en el condado de Douglas en el estado estadounidense de Nebraska. En el Censo de 2010 tenía una población de 12704 habitantes y una densidad poblacional de 223,58 personas por km².

## Geografía
Union se encuentra ubicado en las coordenadas 41°22′20″N 96°1′58″O / 41.37222, -96.03278. Según la Oficina del Censo de los Estados Unidos, Union tiene una superficie total de 56.82 km², de la cual 56.13 km² corresponden a tierra firme y (1.22%) 0.69 km² es agua.

## Demografía
Según el censo de 2010, había 12704 personas residiendo en Union. La densidad de población era de 223,58 hab./km². De los 12704 habitantes, Union estaba compuesto por el 74.69% blancos, el 15.85% eran afroamericanos, el 0.6% eran amerindios, el 2.76% eran asiáticos, el 0.06% eran isleños del Pacífico, el 2.1% eran de otras razas y el 3.94% pertenecían a dos o más razas. Del total de la población el 5.68% eran hispanos o latinos de cualquier raza.